# Krötenbach (Sotzbach)
Der Krötenbach ist ein knapp vier Kilometer langer linker und östlicher Zufluss des Sotzbaches im hessischen Main-Kinzig-Kreis.

## Geographie

### Verlauf
Der Krötenbach entspringt im südlichen Vogelsberg auf einer Höhe von circa 323 m ü. NHN in einem Feld nordwestlich von Bad Soden-Salmünster-Katholisch-Willenroth am südöstlichen Fuße des Markberges (331,4 m ü. NHN). Er fließt zunächst etwa 250 m in südlicher Richtung durch Felder und biegt dann nach Südwesten ab. Nach weiteren 250 Metern erreicht er die Gemarkungsgrenze von Bad Soden-Salmünster und Brachttal und markiert über gut einen Kilometer die Grenze zwischen den beiden Gemeinden. Er bewegt sich nun westwärts durch Grünland und passiert dann den Brachttaler Ortsteil Udenhain. Nachdem er die Ortschaft verlassen hat, läuft er weiterhin in westlicher Richtung durch eine Wiesenlandschaft. Er speist dann einen kleinen Teich, wechselt seine Laufrichtung nach Nordwesten, fließt durch einen kleinen Laubwald und mündet schließlich östlich von Brachttal-Hellstein auf einer Höhe von circa 200 m ü. NHN in den Sotzbach.
Auf seinem Weg von der Quelle zur Mündung wird er von einer Reihe von kleinen Feld- und Wiesengräben gestärkt.

### Flusssystem Kinzig
- Liste der Fließgewässer im Flusssystem Kinzig (Main)